# Giuseppe Saracco
Giuseppe Saracco (6 tháng 10 năm 1821 – 9 tháng 1 năm 1907) là chính khách, nhà tài phiệt và Hiệp sĩ Annunziata người Ý.